# Venise, la Lune et toi
Pour plus de détails, voir Fiche technique et Distribution.
Venise, la Lune et toi (titre original : Venezia, la luna e tu) est un film franco-italien de Dino Risi sorti sur les écrans en 1958.

## Synopsis
Bepi le gondolier et Nina doivent se marier. Seulement, les incartades de Bepi rendent Nina jalouse surtout quand deux touristes américaines décident elles aussi d'épouser Bepi... Nina se laisse alors tenter par Toni qui lui fait la cour depuis longtemps... Seulement Toni est un conducteur de bateau à moteur timide alors que Bepi est un beau gondolier. Malgré ses promesses envers Toni, Nina continue d'aimer Bepi et finit par l'épouser quand Bepi arrive enfin à se séparer des deux touristes...

## Fiche technique
- Titre : Venise, la Lune et toi
- Titre original : Venezia, la luna e tu
- Réalisation : Dino Risi
- Scénario : Pasquale Festa Campanile, Massimo Franciosa et Dino Risi
- Photographie : Tonino Delli Colli
- Montage : Mario Serandrei
- Producteur : Silvio Clementelli
- Musique : Lelio Luttazzi
- Genre : Comédie
- Durée : 107 minutes
- Date de sortie:  Italie : 3 octobre 1958

## Distribution
- Alberto Sordi : Bepi
- Marisa Allasio : Nina
- Ingeborg Schöner : Nathalie
- Nino Manfredi : Toni
- Niki Dantine : Janet
- Riccardo Garrone : Don Fulgenzio
- Luciano Marcelli : Don Giuseppe
- Anna Campori : Claudia
- Dina De Santis : Gina
- Giuliano Gemma : Brando